# Discografia de KOAN Sound
A seguir apresenta-se a discografia de KOAN Sound, um duo musical de Bristol, Reino Unido. Ela é composta por um álbum de estúdio, um álbum de remix, duas coletâneas, dez extended plays, um mixtape, dez singles e oito remixes.  O primeiro lançamento de sua carreira foi o dual-single "Clowny / Blessed", em 2008. No ano seguinte, lançaram "Boo & Yarr" com Trill Bass, e em 2010 lançaram quatro dual-singles: "Garden Of Buddha / Zappa Bomb Squad", "Coast To Coast / Hesitation", "Akira / Endorphin" e "Jumpsuit Adventures / Blueberry Pie". Em 2011, eles lançaram três EPs: Free, Max Out e Funk Blaster.
KOAN Sound lançou um EP por ano até 2015: The Adventures of Mr. Fox em 2012, Sanctuary, com Asa, em 2013, Dynasty em 2014 e Forgotten Myths em 2015; uma canção deste penúltimo álbum, "7th Dimension", marca a única aparição da dupla em alguma parada oficial, aparecendo na tabela de singles independentes do Reino Unido na posição 12. Durante este tempo, lançaram apenas um single, "Cascade", em 2013, mesmo ano em que apareceram no álbum de remixes da trilha sonora oficial de Halo 4. Em 2015, a dupla entrou em um hiato de três anos, retornando em 2018 com seu álbum de estreia, Polychrome. No ano seguinte, foi lançado o EP Intervals Above e, em 2020, o EP Silk Wave e seus remixes, os singles "Virtue" e "Merry Funkmas" e o mix Seclusion Fusion. No ano seguinte, KOAN Sound lançou os EPs Chronos e Full Circle.

## Álbuns

### Álbuns de estúdio
| Ano  | Título                                                                                          |
| ---- | ----------------------------------------------------------------------------------------------- |
| 2018 | Polychrome - Lançamento: 7 de novembro de 2018 - Gravadora: Shoshin - Formato: Download digital |

### Álbuns deremix
| Ano  | Título                                                                                                 |
| ---- | --- |
| 2020 | Silk Wave Remixes - Lançamento: 4 de dezembro de 2020 - Gravadora: Shoshin - Formato: Download digital |

### Coletâneas
| Ano  | Título |
| ---- | --- |
| 2017 | The Movember Collection - Lançamento: 2017 - Gravadora: Inspected - Formato: Download digital, vinil                       |
| 2021 | Max Out (10 Year Anniversary Edition) - Lançamento: 11 de junho de 2021 - Gravadora: Inspected - Formato: Download digital |

### Extended plays
| Ano  | Título |
| ---- | --- |
| 2011 | Free - Lançamento: janeiro de 2011 - Gravadora: Inspected - Formato: Download digital                              |
| 2011 | Max Out - Lançamento: 23 de maio de 2011 - Gravadora: Inspected - Formato: Download digital                        |
| 2011 | Funk Blaster - Lançamento: 1 de novembro de 2011 - Gravadora: Owsla - Formato: Download digital                    |
| 2012 | The Adventures of Mr. Fox - Lançamento: 4 de setembro de 2012 - Gravadora: Owsla - Formato: Download digital       |
| 2013 | Sanctuary (com Asa) - Lançamento: 22 de outubro de 2013 - Gravadora: Inspected / Owsla - Formato: Download digital |
| 2014 | Dynasty - Lançamento: 1 de abril de 2014 - Gravadora: Owsla - Formato: Download digital                            |
| 2015 | Forgotten Myths - Lançamento: 4 de maio de 2015 - Gravadora: Shoshin - Formato: Download digital                   |
| 2019 | Intervals Above - Lançamento: 6 de setembro de 2019 - Gravadora: Shoshin - Formato: Download digital               |
| 2020 | Silk Wave - Lançamento: 29 de maio de 2020 - Gravadora: Shoshin - Formato: Download digital                        |
| 2021 | Chronos - Lançamento: 7 de maio de 2021 - Gravadora: Shoshin - Formato: Download digital                           |
| 2021 | Full Circle - Lançamento: 30 de julho de 2021 - Gravadora: Shoshin - Formato: Download digital                     |

### Mixtapes
| Ano  | Título                                                                                  |
| ---- | --------------------------------------------------------------------------------------- |
| 2020 | Seclusion Fusion - Lançamento: 9 de abril de 2020 - Gravadora: N/A - Formato: Streaming |

## Singles
| Ano  | Título                                | Álbum                   |
| ---- | ------------------------------------- | ----------------------- |
| 2008 | "Clowny / Blessed"                    | —                       |
| 2009 | "Boo & Yarr" (com Trill Bass)         | —                       |
| 2010 | "Garden Of Buddha / Zappa Bomb Squad" | —                       |
| 2010 | "Coast To Coast / Hesitation"         | —                       |
| 2010 | "Akira / Endorphin"                   | —                       |
| 2010 | "Jumpsuit Adventures / Blueberry Pie" | —                       |
| 2013 | "Cascade" (com Culprata, Asa e Reso)  | The Movember Collection |
| 2020 | "Virtue"                              | —                       |
| 2020 | "Merry Funkmas"                       | —                       |
| 2021 | "Chronos"                             | Chronos                 |

## Outras canções
- Canções não lançadas ou comercializadas oficialmente que entraram nas tabelas musicais.

| Ano  | Título          | Posição de pico | Álbum   |
| Ano  | Título          | UK Indie        | Álbum   |
| ---- | --------------- | --------------- | ------- |
| 2014 | "7th Dimension" | 12              | Dynasty |

## Remixes
- Todos os títulos são acompanhados por "(KOAN Sound Remix)", exceto onde notado.

| Ano  | Título                                                          | Artista(s) original(is)                           | Álbum                              |
| ---- | --------------------------------------------------------------- | ------------------------------------------------- | ---------------------------------- |
| 2011 | "The A Team"                                                    | Ed Sheeran                                        | —                                  |
| 2013 | "Green And Blue"                                                | Neil Davidge                                      | Halo 4 Original Soundtrack Remixes |
| 2013 | "Vengeance Rhythm"                                              | Two Fingers                                       | —                                  |
| 2013 | "Axion"                                                         | Reso                                              | Tangram Remixed                    |
| 2015 | "Life"                                                          | Opiuo (com part. de Gift of Gab & Syreneiscreamy) | Meraki Remixed                     |
| 2019 | "Meanwhile, In The Future" (KOAN Sound's What Year Is It Remix) | KOAN Sound                                        | —                                  |
| 2021 | "Distance"                                                      | Apashe (com part. de Geoffroy)                    | —                                  |
| 2021 | "Reflex Angle"                                                  | Hudson Lee & Frequent                             | —                                  |